# Бернардіно Більбао Ріоха
Бернарді́но Більба́о Ріо́ха (ісп. Bernardino Bilbao Rioja; 1895 — 13 травня 1983, Ла Пас, Болівія), болівійський військовий та політичний діяч, який служив протягом Чакської війни (1932—1935), дивізійний генерал. Він командував Повітряним корпусом болівійської армії та першим використовував військово-повітряні сили в бою в Південній Америці.
Більбао Ріоха нажив ворогів в болівійські армії, коли відмовився взяти участь в перевороті 1930 року проти президента Ернандо Сілеса, ці вороги обмежили його просунення по службі як протягом війни, так і після неї. Одною з причин перевороту 1934 року проти президента Даніеля Саламанки стало бажання військовиків усунути таких командувачів, як Більбао Ріоха і генерал Ланса. Після війни ефективність повітряного флоту привела до росту популярності Більбао, через що він став ворогом таких відомих військовиків як генерал Давід Торо Руїлова і генерал Енріке Пеньяранда. Ходили чутки, що Більбао намагався висунути свою кандидатуру на президентських виборах проти Пеньяранди, що хвилювало членів блоку «Concordancia» (союз олігархічних та консервативних партій), яка підтримувала Пеньяранду. В результаті Більбао був усунений від командування авіацією та був змушений втекти у вигнання до Чилі. Проте пізніше він повернувся та балотувався на президентську посаду в 1951 і 1966 роках як представник правоцентристської Болівійської соціалістичної фаланги. Попри те, що він програв ці вибори, він залишався популярним у суспільстві.
3 квітня 1986 декретом Конгресу Болівії удостоєний почесного звання Маршал 7-го кілометра (Mariscal de Kilometro 7) (посмертно).